# Mauritius-Anemonenfisch
Der Mauritius-Anemonenfisch (Amphiprion chrysogaster) lebt in den Lagunen und Korallenriffen an der Küste von Mauritius, möglicherweise auch bei Réunion in Tiefen von 2 bis 40 Metern. Wie alle Anemonenfisch lebt er in enger Symbiose mit einigen großen Seeanemonenarten. Als Wirtsanemonen akzeptiert er die Glasperlen-Anemone (Heteractis aurora), die Prachtanemone (Heteractis magnifica), die Korkenzieheranemone (Macrodactyla doreensis), die Teppichanemone (Stichodactyla haddoni) und Mertens Anemone (Stichodactyla mertensii).

## Merkmale
Der Körper dieses Riffbarschs ist an den Flanken dunkelbraun, fast schwarz, die Brust, die Schnauzenregion und die Brustflossen sind orange. Die Schwanzflosse ist schwarz mit weißen Rändern. Der sehr ähnliche Seychellen-Anemonenfisch (Amphiprion fuscocaudatus) hat eine schwarz-weiß gestreifte Schwanzflosse. Die Afterflosse kann gelborgane oder schwarz sein. Zwei breite, weiße Querstreifen ziehen sich über den Körper, der erste direkt hinter dem Auge, der zweite beginnt in der Mitte der Rückenflosse. Ein weiteres Querband, das mehr als drei Schuppenreihen breit ist, trennt die Schwanzflosse vom Schwanzflossenstiel. Beim ähnlichen, zentralpazifischen Dreiband-Anemonenfisch (Amphiprion tricinctus) sind es weniger als drei Schuppenbreiten. Mauritius-Anemonenfische, die mit Stichodactyla mertensii in Symbiose leben, sind mit Ausnahme der weißen Querbänder, meist völlig schwarz.
Die Rückenflosse hat zehn Hart- und 16 bis 17 Weichstrahlen, die Afterflosse zwei Hart- und 13 bis 14 Weichstrahlen. Die Brustflossen werden von 20 bis 21 Flossenstrahlen gestützt. Auf dem ersten Kiemenbogen befinden sich 18 bis 20 Kiemenreusenfortsätze. Amphiprion chrysogaster wird 11,5 bis 15 Zentimeter lang. Die Länge beträgt das 1,9 bis 2,1fache der Körperhöhe. Die Seitenlinie wird von 35 bis 42 Schuppen begleitet.